# وانغ شيتاي
وانغ شيتاي (بالصينية: 王世泰) (و 17 مارس 1910 - 14 مارس 2008) ه سياسي من جمهورية الصين الشعبية، ولد في محافظة لوشوان في اقليم شنشي، كان حاكما لمقاطعة قانسو، ورئيس مجلس نواب قانسو، ورئيس لجنة المؤتمر الاستشاري السياسي مرتين لقانسو. كان مندوبًا إلى المؤتمر الوطني الأول لنواب الشعب (1954-1959)، المؤتمر الوطني الخامس لنواب الشعب (1978-1983)، والمؤتمر الوطني الشعبي السادس (1983-1988).